# Wawonduru
Wawonduru is een bestuurslaag in het regentschap Dompu van de provincie West-Nusa Tenggara, Indonesië. Wawonduru telt 3504 inwoners (volkstelling 2010).